# Квіткоїдність
Квіткоїдність — харчова поведінка тварин, які в основному харчуються продуктами квіток. Квіткоїдні тварини або квіткові рослиноїдні мають ряд інших більш специфічних харчових поведінок, включаючи, але не обмежуючись:
- Насіннєїдність: споживання зерна та насіння
- Нектароїдність: споживання квіткового нектару
- Пилкоїдність: споживання квіткового пилку
- Плодоїдність: споживання плодів

## Дієта
Дієта квіткоїдних тварин складається з об'ємних харчових продуктів, включаючи продукти, згадані вище, а також кору, коріння та подібні продукти. Багато квіткоїдних також є всеїдними, а це означає, що їхній раціон можна доповнювати, наприклад, різними дрібними комахами.

## Приклади
Більшість птахів підродини папужних (Psittacinae) квіткоїдні. Інші відомі квіткоїдні — колібрі, горобці та тукани. Крабоїдна макака, діє як інвазивна рослиноїдна тварина на Маврикії, де вона жадібно харчується квітами місцевих рослин, у тому числі зникомих, ендемічних Roussea simplex.